# シティアドベンチャー
シティアドベンチャー（City Adventure）とはテーブルトークRPG（TRPG）の用語の一つ。都市などの人間のたくさんいる場所を舞台にしたシナリオのことを示す。

## 概要
ダンジョンや荒野を舞台にしたシナリオがモンスター相手との戦いになることが主流なのに対し、シティアドベンチャーでは人間相手の事件の解決が主流になることが多い。殺人や盗難などの犯罪事件の捜査、対人関係でのトラブルの解決などがシティアドベンチャーでの代表的なシナリオといえるだろう。
シティアドベンチャーでは人間を相手にするため、情報収集や交渉術などを駆使して戦わずして事件を解決するロールプレイを好むプレイヤーも多い。また、法律が整備された人間社会が舞台ということから、おおっぴらな戦闘行為を行ったプレイヤーキャラクター（PC）は「犯罪者」として官警に手配されるというペナルティがゲームマスター（GM）から与えられることもある。
そのため、シティアドベンチャーではハックアンドスラッシュな戦闘だらけの展開よりも、推理や謎解きなどの比重が増える傾向がある。

## 「現代もの」とシティアドベンチャー
現代日本を舞台にしているTRPGでは、シティアドベンチャーがシナリオの定番になることが多い。だが、いかなる理由があっても殺傷行為が明確な犯罪となる現代日本を舞台にしている限り「街中における人前での戦闘行為」がシナリオに組み込みにくくなるという問題が発生する。特に日本では銃刀法があるため、リアリズムの見地から考えるとプレイヤーキャラクターが武器を装備しているだけでも逮捕される可能性がある。現代日本を舞台にしたゲームにおいてこの問題を解決するためにどのような手法をとっているかを見れば、そのゲームの方向性（プレイスタイル）が見える。
解決方法の一つとして昔から良く用いられるものに、「ゲーム中の日本は、現実の日本にはあまり見られないようななんらかの敵対存在（怪物、怪獣、悪の組織など）が活発な破壊活動をしており、プレイヤーキャラクターはそれらに対抗するために街中での戦闘を公的に認められているプロフェッショナルである」とするものがある。『ガンドッグ』ではプレイヤーキャラクターはカウンターテロのプロとして国際的に認められた存在である。たとえ現代日本がシナリオの舞台になっていても、プレイヤーキャラクターたちが向かう現場ではなんらかのテロ行為が行われていることが基本となるため、シナリオの中で銃器を抜くことに社会的な制裁が行われることは少ない。『トリニティ×ヴィーナスSRS』なども同じように、プレイヤーキャラクターを「悪の組織に対抗するために公的に認められた超能力エージェント」（この世界では超能力が一般に認知されている）と設定することで、街中で戦闘を行っても社会的な制裁は食らわないですむようになっている。
宇宙刑事シリーズのように「戦闘の時だけ一種の異次元空間に敵も味方も引きずり込める。この中での戦いは一般人には認知されないとする。」というような手法を使っているゲームもある（『ナイトウィザード』『ダブルクロス』『アルシャード・ガイア』など）。「プレイヤーキャラクターは現代日本人としてごく標準的な日常生活を普通に送りながらも世間には隠れて怪物退治を行っている。もちろん怪物や怪獣の存在など一般社会では認知されていない」というような、日常と非日常が隣り合わせになっているような世界観のゲームで異次元空間での戦闘という手法が好まれる。また、このような手法をとるゲームでは武器についても異空間に隠しておいて好きなときに取り出すことができたり、自分の体を変化させて武器の代わりにできるようにしたりと、武器の隠蔽がかなり簡単にできるようになっているものが多い。
また、これらの手法をあえて一切使わないゲームもある。例えば『クトゥルフ神話TRPG』の世界では、プレイヤーキャラクターは異空間で戦うような器用な能力を持っていない上に、この世界では怪奇の存在が一般に認知されておらず、怪奇存在に対抗するために銃撃戦などをしても一般人から見ると正気を疑われてしまうような世界観となっている。そのためプレイヤーキャラクターは、できる限り人前での派手な戦闘を行わず器用に立ち回る技術が求められる（逆に言うと、戦闘をするならば、目撃者を出さないような場所でするべきとも言える）。ASURAシステムの『探偵物語　ディテクティブストーリー』のような探偵もののTRPGでも、「下手に人前で戦闘をすると法的制裁は免れない」という方向が押し出されている。このような方向性の現代ものTRPGのシナリオでは、戦闘能力以上に調査能力がプレイヤーキャラクターに重要視されることが多い。

## シナリオのタイプ
1990年代のテーブルトークRPGのシナリオ作成においては、キャンペーンプレイで同じような展開のシナリオが連続して飽きが来ないように、
ダンジョンアドベンチャー、ウィルダネスアドベンチャー、シティアドベンチャーを順番に回していけばよいと書く入門書があった。
そのため、シナリオでも「どのタイプなのか」を意識的に言及しているものもよく見られた

。